# Скотт Мекловіц
Скотт Мекловіц (англ. Scott Mechlowicz, нар. 17 січня 1981, Нью-Йорк, США) — американський актор, відомий роллю в комедії «Євротур» 2004 року.

## Життєпис
Скотт народився у Нью-Йорку в єврейській сім'ї. Дитинство і юність пройшли в Техасі, де він познайомився зі своєю майбутньою дівчиною Гезер Вікс. У 1999 закінчив середню школу, після чого один семестр навчався в техаському університеті в Остіні. Потім переїхав до Лос-Анджелеса, де вступив до Каліфорнійського університету (закінчив у 2003).
У кіно Скотт вперше появився у 2003 в невеликій ролі у фільмі «Неверленд» (англ. Neverland). Через рік зіграв, можливо, свою найзнаменитішу роль — Скотта Томаса в культовій молодіжній комедії «Євротур». У тому ж році на екрани вийшла молодіжна драма «Жорстокий струмок», де Скотт зіграв Марті, роль якого принесла йому премію «Незалежний дух». Також знявся у кліпі Ґевіна Деґроу на пісню «I don't want to be». У 2005 Скотт грав роль в одній серії телевізійного серіалу «Доктор Хаус».
У 2006 Скотт знявся у фільмі «Мирний воїн», заснованому на книжці «Шлях мирного війна», що розповідає про атлета Ден Мілман, роль якого він і зіграв. Його наступний фільм — трилер 2006 року «Зниклі».

## Фільмографія
| Рік  |    | Українська назва                          | Оригінальна назва                        | Роль              |
| ---- | -- | ----------------------------------------- | ---------------------------------------- | ----------------- |
| 2017 | ф  | Божевільний геній                         | Mad Geniu                                | Фінн              |
| 2015 | ф  | Останній ритуал                           | Demonic                                  | Браян             |
| 2014 | ф  | Усім потрібна Кет 2                       | Cat Run 2                                | Ентоні            |
| 2012 | ф  | Едем                                      | Eden                                     | Джессі            |
| 2011 | ф  | Усім потрібна Кет                         | Cat Run                                  | Ентоні Гестер     |
| 2010 | ф  | Незареєстровані                           | Undocumented                             | Тревіс            |
| 2010 | ф  | В очікуванні вічності                     | Waiting for Forever                      | Джим Доннер       |
| 2006 | ф  | Зниклі                                    | Gone                                     | Тейлор            |
| 2006 | ф  | Мирний воїн                               | Peaceful Warrior                         | Ден Мілман        |
| 2004 | кф | Євротур: Альтернативне закінчення (відео) | EuroTrip: Alternate Ending (Video short) | Скотт Томас       |
| 2004 | кф | Євротур: Видалені сцени (відео)           | EuroTrip: Deleted Scenes (Video short)   | Скотт Томас       |
| 2004 | кф | Євротур: Смішні моменти (відео)           | EuroTrip: Gag Reel (Video short)         | Скотт Томас       |
| 2004 | с  | Доктор Хаус                               | House M.D.                               | Ден (епізод 1.02) |
| 2004 | ф  | Євротур                                   | Eurotrip                                 | Скотт Томас       |
| 2004 | ф  | Жорстокий струмок                         | Mean Creek                               | Марті Бланк       |
| 2003 | ф  | Неверленд                                 | Neverland                                | Смі               |